# Phyllogomphoides pugnifer
Phyllogomphoides pugnifer – gatunek ważki z rodziny gadziogłówkowatych (Gomphidae). Występuje na terenie Ameryki Środkowej.